# Francileudo Santos
Francileudo Silva dos Santos (Zé Doca, Brasil, 20 de marzo de 1979) es un exfutbolista brasileño, nacionalizado tunecino. Jugaba de delantero y su último equipo fue el FC Porrentruy de Suiza.

## Trayectoria
Formado en la cantera del club brasileño Sampaio Corrêa, toda su carrera la desarrolló fuera de su país de origen.

## Selección nacional
Pese a haber nacido en Brasil, tras adquirir la nacionalidad tunecina en octubre de 2003 se integró a la selección de fútbol de Túnez, llegando a jugar 28 partidos internacionales en los que anotó 18 goles.
Con el equipo africano disputó la Copa de las Confederaciones de 2005 y la Copa Mundial de Fútbol de 2006.
Asimismo estuvo presente en tres ediciones de la Copa Africana de Naciones: 2004 -en la que los tunecinos se consagraron campeones-, 2006 y 2008.

## Participaciones en Copas del Mundo
| Mundial                        | Sede     | Resultado    | Partidos | Goles |
| ------------------------------ | -------- | ------------ | -------- | ----- |
| Copa Mundial de Fútbol de 2006 | Alemania | Primera fase | 1        | 0     |

### Participaciones en Copa Africana
| Copa Africana                  | Sede   | Resultado        | Partidos | Goles |
| ------------------------------ | ------ | ---------------- | -------- | ----- |
| Copa Africana de Naciones 2004 | Túnez  | Campeón          | 6        | 4     |
| Copa Africana de Naciones 2006 | Egipto | Cuartos de final | 3        | 4     |
| Copa Africana de Naciones 2008 | Ghana  | Cuartos de final | 3        | 2     |

### Participaciones en Copa Confederaciones
| Edición                   | Sede     | Resultado    | Partidos | Goles |
| ------------------------- | -------- | ------------ | -------- | ----- |
| Copa Confederaciones 2005 | Alemania | Primera fase | 3        | 2     |

## Controversia sobre la edad
Una investigación del año 2000 del diario Folha de S. Paulo develó que Santos no nació en 1979 sino tres años antes.

## Clubes
| Club              | País    | Año         |
| ----------------- | ------- | ----------- |
| Standard de Lieja | Bélgica | 1996 - 1998 |
| Étoile du Sahel   | Túnez   | 1998 - 2000 |
| FC Sochaux        | Francia | 2000 - 2005 |
| Toulouse FC       | Francia | 2005 - 2007 |
| FC Zürich         | Suiza   | 2007        |
| Toulouse FC       | Francia | 2007 - 2008 |
| FC Sochaux        | Francia | 2008 - 2009 |
| FC Istres         | Francia | 2010        |
| Étoile du Sahel   | Túnez   | 2010 - 2013 |
| ASM Belfort       | Francia | 2013 - 2015 |
| FC Porrentruy     | Suiza   | 2015 - 2016 |

## Palmarés

### Copas internacionales
| Título          | Club    | País    | Año  |
| --------------- | ------- | ------- | ---- |
| Ligue 2         | Sochaux | Francia | 2001 |
| Copa de la Liga | Sochaux | Francia | 2004 |

| Título                    | Club (*)           | País  | Año  |
| ------------------------- | ------------------ | ----- | ---- |
| Copa Africana de Naciones | Selección de Túnez | Túnez | 2004 |